# Hans von Beseler
Hans von Beseler (születési nevén Hans Hartwig Beseler) (Greifswald, 1850. április 27. – Neubabelsberg (ma Potsdam része), 1921. december 20.) porosz királyi katonatiszt, német császári tábornok, vezérezredes, első világháborús parancsnok, politikus, 1915–1918 között a központi hatalmak által létrehozott Varsói Főkormányzóság, majd a Lengyel Régensi Királyság főkormányzója.

## Élete

### Származása
A pomerániai Greifswaldban született, schleswigi eredetű porosz családban. Anyja Emilie Karsten, apja Georg Beseler jogtudós (1809–1888) volt, egyetemi tanár, a frankfurti parlament alkotmányjogi bizottságának vezetője, porosz királyi titkos tanácsos. Bátyja Max von Beseler jogász–politikus (1841–1921) volt, 1905-1917 között Poroszország igazságügyminisztere, a felsőház tagja, királyi tanácsos (Kronsyndikus). 1904. január 27-én, a császár születésnapján fivérével együtt porosz nemesi címet kapott.

### Pályája az első világháborúig
1868. április 1-jén belépett a porosz királyi hadseregbe, a berlini utász gárdazászlóalj kötelékében. 1870−71-ben hadnagyi rangban részt vett a porosz–francia háborúban. 1875. június 15-én főhadnaggyá léptették elő, és 1876. október 1-jétől megkezdte tanulmányait a berlini vezérkari akadémián (Preußische Kriegsakademie).
1884. szeptember 24-én tiszti oklevelet (Offizierspatent) kapott, és 1882. április 18-án századosi rangban a straßburgi német császári 30. hadosztály törzskarához vezényelték. 1888. szeptember 19-én őrnaggyá léptették elő. 1892. november 26-án az altonai német császári IX. hadtest vezérkarához osztották be.
1893. október 17-én alezredessé lépett elő, november 17-től a porosz hadügyminisztérium osztályvezetőjévé nevezték ki. 1897. március 22-én ezredesi rangot kapott. A következő évben, 1898. augusztus 10-én átvette a Kölnben állomásozó 5. rajnai gyalogezred parancsnokságát. 1899. október 17-én a haderő vezérkarához vezényelték a főszállásmesteri (azaz vezérkari osztályvezetői) beosztásban. Rögtön ezután, 1900. január 27-én megkapta a vezérőrnagyi rangot. 1903. április 18-án altábornaggyá léptették elő, ezzel egyidejűen a Brandenburg an der Havelben állomásozó német császári VI. hadtest parancsnokává nevezték ki. Sokáig úgy tartották, ő lesz Alfred von Schlieffen vezérkari főnök utódja, de 1904. szeptember 15-én „csak” az erődök főfelügyelőjévé nevezték ki. A hadsereg vezérkari főnökének tisztségét 1906-ban az ifjabb Moltke vezérezredes kapta meg.
1907. november 9-én Beselert gyalogsági tábornokká léptették elő, ebben a rendfokozatban vonult nyugállományba (hivatalos nyelvezet szerint „rendelkezési állományba helyezték”). Ezután belépett a Szabad Konzervatív Pártba (Freikonservative Partei), ennek képviselőjeként 1912-től helyet kapott a porosz parlament felsőházában. Első szolgálati alakulatának, a berlini utász gárdazászlóaljnak (Garde-Pionier-Bataillon) tiszteletbeli („à la suite”) tábornokaként jogosult volt annak egyenruháját viselni.

### Az első világháború hadvezére

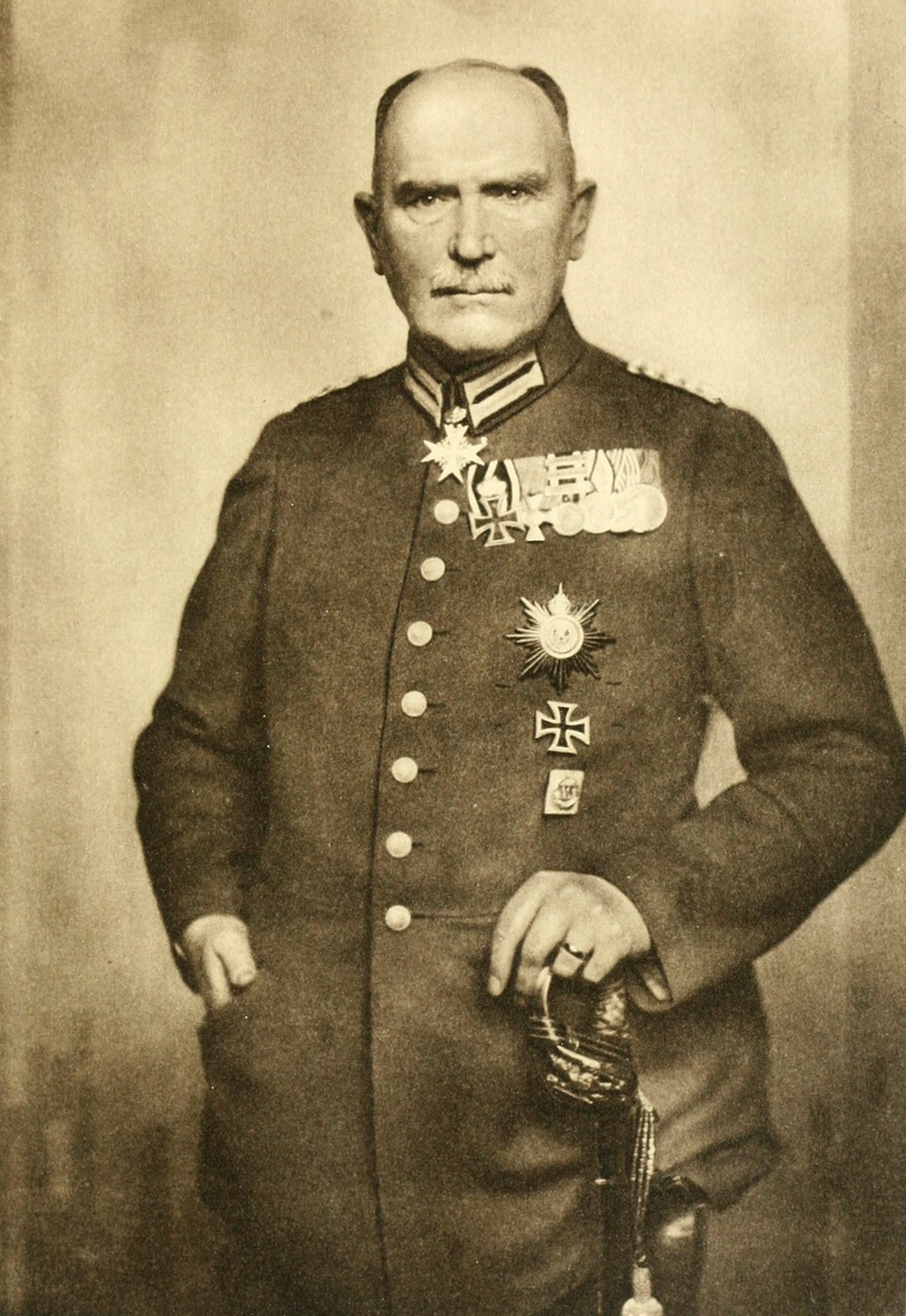
Beseler tábornok (1914)

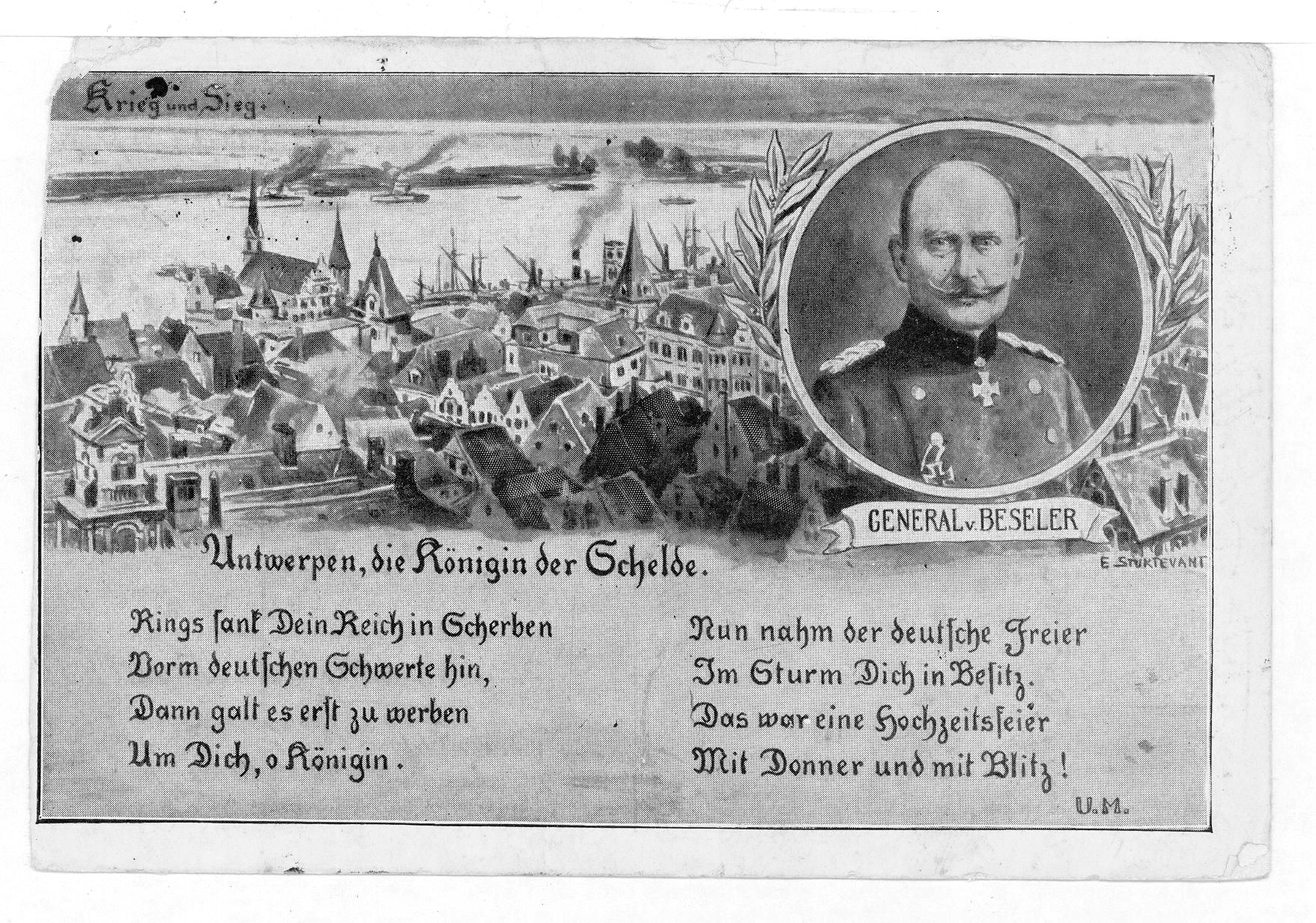
Első világháborús német propaganda-képeslap Antwerpen bevételéről (1914. október)

Az első világháború kitörésekor Beseler tábornokot, Paul von Hindenburg tábornokhoz hasonlóan reaktiválták, azaz visszahívták aktív katonai szolgálatra. Beselert először a német császári III. tartalékhadtest vezénylő tábornokává nevezték ki. A hadtestet már a harcok kezdetén a nyugati frontra vezényelték, ahol Antwerpen ostrománál vetették be. Szeptember 27-én Beselert az front összes támadó egységeinek parancsnokává nevezték ki, létrehozva a legfelsőbb hadvezetés (OHL) közvetlen alárendeltségébe tartozó Beseler-seregcsoportot (Armeegruppe Beseler). Beseler csapatai október 10-én elfoglalták Antwerpen erődjeit és magát a várost is, ami jelentős katonai sikert jelentett a Német Császárságnak.
1914 őszén a III. tartalékhadtest súlyos frontharcot vívott Flandriában, az első yperni csata során. 1915-ben Beselert a keleti frontra vezényelték. Mazóviában egy újonnan szervezett seregcsoport (Armeegruppe Beseler) élére nevezték ki, amelynek feladata a modlini erődrendszer elfoglalása volt. Modlin – német és orosz katonai irodalomban Nowogeorgiewsk / Novogeorgijevszk – Varsótól mintegy 50 km-re északra, a Visztula és a Narew folyók összefolyásánál feküdt (ma Nowy Dwór Mazowiecki város része). A Beseler-seregcsoport 1915. augusztus 4-én megtámadta és 20-ra elfoglalta a kiterjedt erődrendszert. Beseler seregcsoportját ezután fel is oszlatták.

### Lengyelország főkormányzója

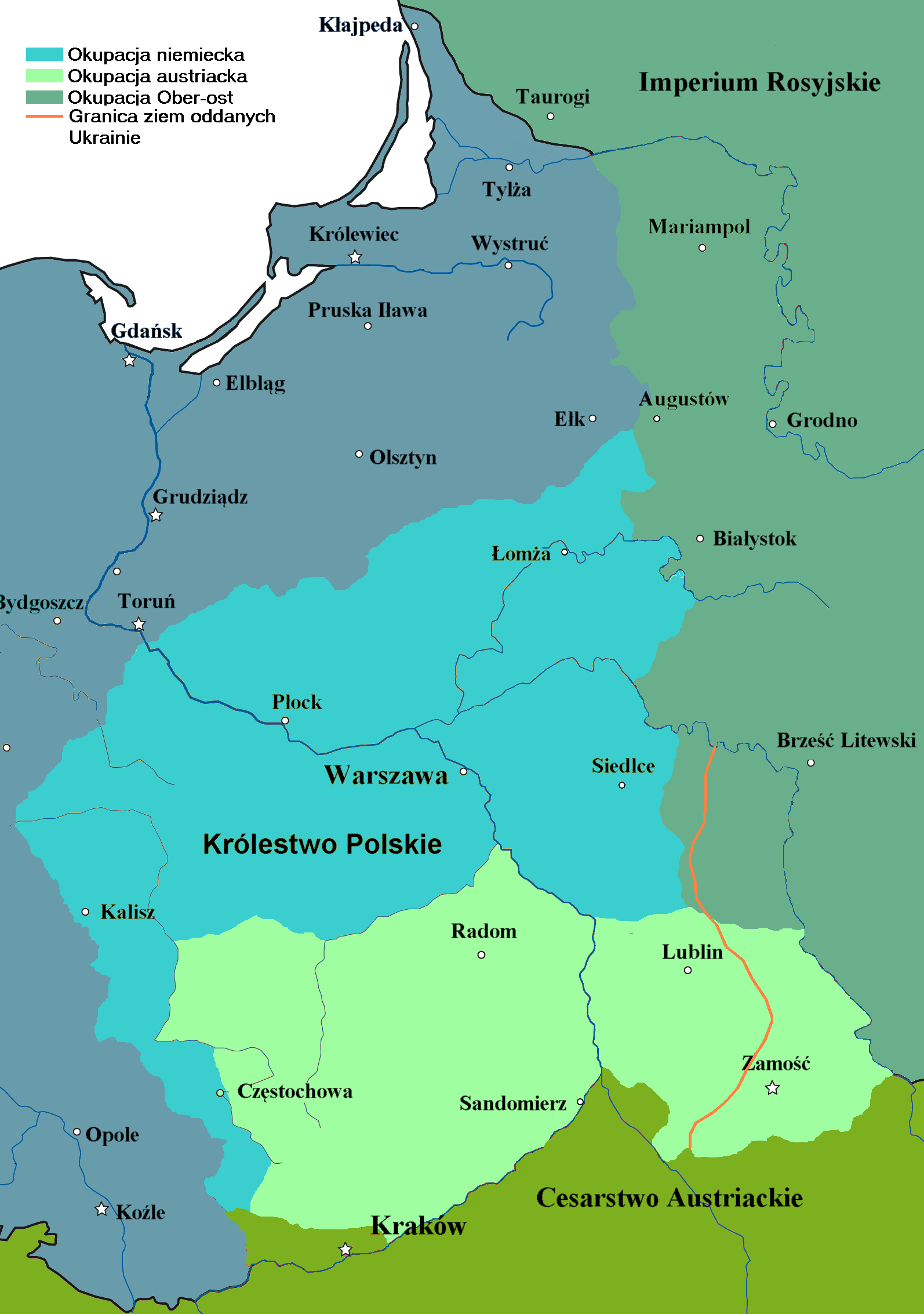
Német (vil.kék) és osztrák–magyar (vil.zöld) kormányzóságok 1915–1918 között, az egykori Lengyel Királyság területén

II. Vilmos császár már 1914-ben kifejezte szándékát, hogy katonai győzelem esetén egy részben független, de politikailag a Német Császárságnak lekötelezett lengyel államot kíván létesíteni, amely Németország szövetségeseként biztosítja a keleti határokat az Orosz Birodalom ellen. 1915 közepére a német csapatok kiűzték az oroszokat a cári Visztula tartományból (korabeli kifejezéssel „Orosz-Lengyelország”-ból), amelyet a cári kormányzat 1867-ben hozott létre a felszámolt autonóm Kongresszusi Lengyelország helyén, az 1863–1865 között zajlott lengyel–litván felkelések elfojtása után. Az elfoglalt területen a német kormány létrehozta a Varsói Főkormányzóságot, amely német polgári kormányzás alatt állt. Élére a császár 1915. augusztus 26-án Beseler tábornokot nevezte ki, főkormányzói (Generalgouverneur) minőségben. Az Osztrák–Magyar Monarchia részéről hasonló katonai főkormányzót neveztek ki Karl Kuk táborszernagy személyében, aki az osztrák–magyar irányítású Lublini Főkormányzóság székhelyén, Lublinban működött. Beseler és Kuk, uralkodóik intencióinak megfelelően együttműködtek annak ellenére, hogy a két uralkodóház között vitatott kérdés maradt, hogy melyikük adhatja a jövendő Lengyel Királyság uralkodóját.

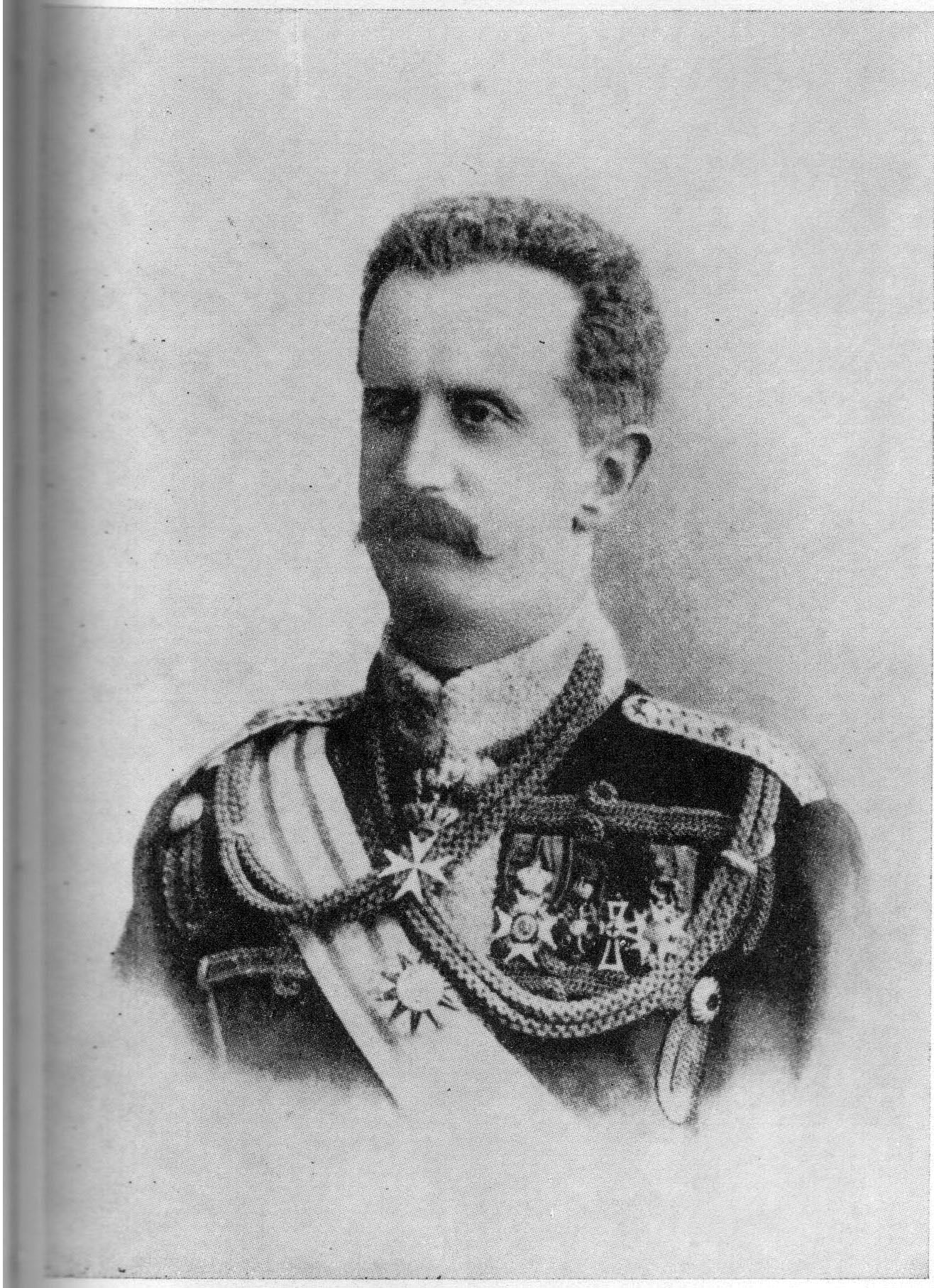
Beseler tanácsadója, Bogdan von Hutten-Czapski gróf (1891 k.)

Beseler munkájának támogatására a császár egy tapasztalt katona-politikust adott mellé tanácsadónak, Bogdan von Hutten-Czapski grófot (1851–1937). Ez a Poseni Nagyhercegségből származó porosz–lengyel arisztokrata kiváló kapcsolatokkal rendelkezett mind a német, mind a lengyel arisztokrácia köreiben. Hutten-Czapski gróf a főkormányzó közvetlen munkatársa és bizalmas tanácsadója lett.
1915-ben Beseler és Hutten-Czapski megkezdték a lengyel nyelvű iskolai és közigazgatási hálózat kiépítését. Egyik első intézkedésükkel újra megnyitották a lengyel oktatási nyelvű Varsói Egyetemet és a Varsói Műszaki Főiskolát, amelyeket az orosz cári kormányzat az 1863-as felkelések leverése után bezáratott és 1870-ben orosz tannyelvű intézményként indított újra.
A lengyel területeket megszállva tartó két nagyhatalom, a Német Császárság és Ausztria–Magyarország uralkodói 1916. november 5-én közös nyilatkozatot tettek közzé, melyben ígéretet tettek egy független Lengyel Királyság létrehozására a Kongresszusi Lengyelország teljes területén. Ennek alapján 1916-ban Beseler császári főkormányzó, Varsóban kikiáltotta az önálló Lengyel Királyságot – korabeli elnevezéssel a Lengyel Régensi Királyságot (Regentschaftskönigreich Polen). A varsói királyi palotában tartott ünnepségre meghívták a korabeli Varsó vezető rétegét és a lengyel értelmiségi körök képviselőit. A palota előtti téren több ezer ünneplő polgár gyűlt össze, lengyel zászlókkal. Helyhatósági választásokat tartottak, lengyel önkormányzatok alakultak. A lakosság széles tömegei azonban nem rokonszenveztek a német–osztrák függőséggel, a valódi függetlenség esélyét az antant győzelmétől remélték.
Beseler ismét engedélyezte számos, az oroszok által betiltott polgári szervezet újjáalakulását és működését, beleértve a zsidó egyesületek működését is. Létrehozta a Zsidó Ügyosztályt (Jüdisches Referat), amelynek vezetésével a Freiburg im Breisgau-ból való Ludwig Haas ügyvédet, tartalékos hadnagyot bízta meg, aki korábban is főleg zsidó egyesületek jogi képviseletét látta el. A varsói zsidó közösségek kezdetben egységesen támogatták a főkormányzó terveit, amikor azonban Beseler 5000 munkanélküli – javarészt zsidó – lakost ún. „munkászászlóaljakba” (Arbeitsbataillon) akart szervezni, a hangulat megfordult és Varsóban tiltakozó tüntetések kezdődtek.

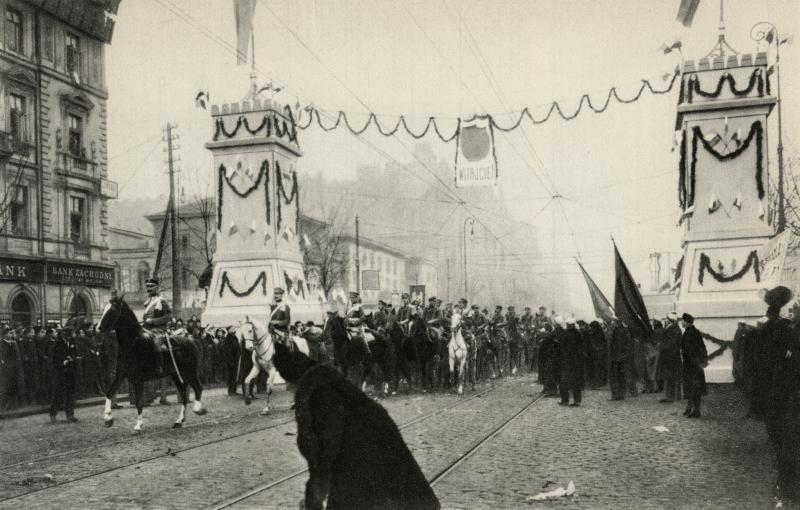
A lengyel légiók bevonulása Varsóba 1916. december 1-jén

Beselernek nem sikerült felállítania a német–osztrák–magyar irányítás alatt eltervezett új lengyel királyi haderőt (németül: Polnische Wehrmacht, lengyelül: Polska Siła Zbrojna), ami a „független” Lengyel Királyságot létrehozó központi hatalmak egyik legfontosabb célja lett volna. A Józef Piłsudski által 1916-tól kezdve szervezett lengyel légiók, melyek a felállítandó lengyel haderő tisztikarát képezték volna, látva a háború menetének megfordulását, 1917 júliusában megtagadták, hogy esküt tegyenek a két császárra, II. Vilmosra és I./IV. Károlyra. Az esküt megtagadó csapatokat leszerelték és internálták, magát Piłsudskit a magdeburgi erődben bebörtönözték.
1918. január 27-én Beselert vezérezredessé léptették elő. Energikusan dolgozott az egységes Lengyel Királyság megszervezésén, konfliktusokat is vállalva próbált szembeszállni a nagyvezérkar – elsősorban Erich Ludendorff tábornok – azon követelésével, hogy a Kongresszusi Lengyelország területét negyedszer is fel kell osztani, nyugati határvidékét be kell kebelezni a Német Császárságba, hogy ütköző zónaként („Schutzstreifen“) szolgáljon jövendő konfliktusok esetére. Beseler azonban kudarcot vallott, törekvéseit háttérbe szorították. Lengyel támogatóit fokozatosan elveszítette, ahogy a központi hatalmak veresége egyre nyilvánvalóbbá vált.

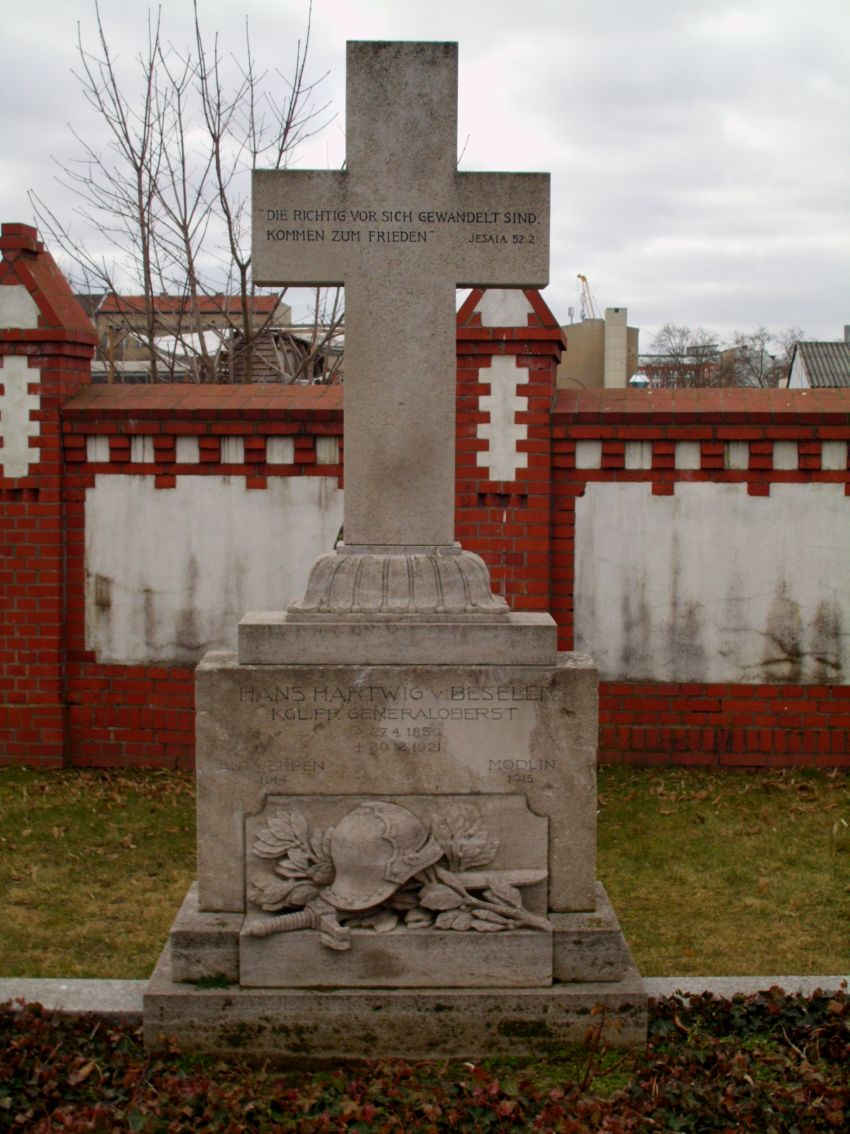
Beseler tábornok sírja Berlinben (2003)

1918. október végén, németországi forradalom kezdetén Piłsudskit szabadon engedték. Berlinen át Varsóba érkezett, ahol lelkes tömegek fogadták. A háború befejezésének napján, november 11-én a lengyel régenstanács Piłsudskira ruházta a lengyel fegyveres erők főparancsnoki tisztségét, majd átadták neki a frissen kikiáltott lengyel állam vezetését is. A Lengyelország területén álló német katonákat lefegyverezték. Beseler lemondott, és életét féltve még aznap elmenekült Varsóból. Egyszerű munkásnak öltözve, a Piłsudski által melléje adott két lengyel tiszt kíséretében Varsóból a Visztula folyón Thornba (ma: Toruń) hajózott, innen vasúton utazott Berlinbe. Megtört emberként tért haza. Visszavonultan élt Potsdam mellett, a neubabelsbergi nyaralónegyedben, 1921 decemberében bekövetkezett haláláig. A berlini Invalidusok temetőjében helyezték végső nyugalomra, sírja ma is látható.

### Magánélete
1885. október 1-jén feleségül vette Clara Corneliust (1867–?), három leányuk született:
- Olga Emilie Margot (1886–1972), aki 1914. augusztus 5-én Wilhelm von Gynz-Rekowskihoz (†1914) ment feleségül,
- Katharina Elisabeth (1888–?)
- Asta (1897–?), aki 1921-ben gróf Eberhard-Joachim von Westarp(wd) katonatiszt-íróhoz (1884–1945) ment feleségül.

## Elismerései, kitüntetései
- a porosz Pour le Mérite rend lovagi osztálya, a tölgyfalombokkal.[14]
- a Vaskereszt 1. és 2. osztálya
- a Vörös Sas-rend nagykeresztje
- a Hohenzollern-ház érdemrendjének (Hausorden von Hohenzollern) parancsnoki fokozata
- 1914. október 19.: a hannoveri Királyi Műszaki Főiskola díszdoktora (Dr.-Ing. e. h.)
- 1915: Szülővárosa, Greifswald díszpolgárává választotta. Halála után 70 évvel, 1991-ben megvonták a címet.[15]